# Maja e Pashtrikut
Maja e Pashtrikut (serbiska: Paštrik, albanska: Pashtrik) är en bergstopp i Kosovo. Den ligger i den sydvästra delen av landet, 70 km sydväst om huvudstaden Priština. Toppen på Maja e Pashtrikut är 1 986 meter över havet.
Terrängen runt Maja e Pashtrikut är bergig söderut, men norrut är den kuperad. Runt Maja e Pashtrikut är det ganska tätbefolkat, med 129 invånare per kvadratkilometer. Närmaste större samhälle är Prizren, 17,3 km öster om Maja e Pashtrikut. Omgivningarna runt Maja e Pashtrikut är en mosaik av jordbruksmark och naturlig växtlighet.